# Шахов, Владимир Николаевич
Владимир Николаевич Шахов (род. 19 ноября 1956) — российский политический деятель, депутат Государственной думы второго созыва.

## Биография
Окончил Дальневосточный государственный университет, профессор; заведующий кафедрой страхования Дальневосточного государственного университета.
Депутат Государственной Думы Федерального Собрания РФ второго созыва (1995—1999), был членом депутатской группы «Российские регионы», членом Комитета по бюджету, налогам, банкам и финансам. Член постоянной делегации Федерального Собрания РФ в Парламентской ассамблее Совета Европы.